# Kouïto
Les lacs Kouïto (en russe : Куйто, en finnois : Kuittijärvet) sont un ensemble de trois lacs situés en république de Carélie, en Russie. Ils sont reliés par des canaux naturels et utilisés pour le flottage du bois,,.

## Description
- Haut-Kouïto (en russe : Верхнее Куйто, Verkhnie Kouïto ; en finnois : Ylä-Kuittijärvi (fi)) a une superficie de 198 km2, une profondeur maximale de 44 m et est situé à 103 m d'altitude (65° 03′ N, 30° 45′ E).

- Moyen-Kouïto (en russe : Среднее Куйто, Srednie Kouïto ; en finnois : Keski-Kuittijärvi (fi)) a une superficie de 257 km2, une profondeur maximale de 34 m et est situé à 101 m d'altitude (65° 08′ N, 31° 15′ E).

- Bas-Kouïto (en russe : Нижнее Куйто, Nijnie Kouïto ; en finnois : Ala-Kuittijärvi (fi)) a une superficie de 141 km2, une profondeur maximale de 33 m et est situé à 100 m d'altitude (64° 56′ N, 31° 45′ E). Le Bas-Kouïto se termine à un barrage construit en 1956 au-delà duquel s'écoule le fleuve Kem, son émissaire.